# 利杰伍德 (北达科他州)
利杰伍德（英語：Lidgerwood），是美国北达科他州下属的一座城市。根据2010年美国人口普查，该市有人口652人。2011年估计该市有人口649人，相对于2010年，增长率为?0.46%。